# Pleasantville (Atlantic County, New Jersey)
Pleasantville ist eine Stadt im Atlantic County, New Jersey, USA. Das U.S. Census Bureau ermittelte bei der Volkszählung 2020 eine Einwohnerzahl von 20.629.

## Geographie
Nach dem United States Census Bureau hat die Stadt eine Gesamtfläche von 19,0 km², wovon 15,0 km² Land und 4,0 km² (21,17 %) Wasser ist.

## Demographie
Nach der Volkszählung von 2000 gibt es 19.012 Menschen, 6.402 Haushalte und 4.366 Familien in der Stadt. Die Bevölkerungsdichte beträgt 1.270,0 Einwohner pro km². 25,01 % der Bevölkerung sind Weiße, 57,70 % Afroamerikaner, 0,28 % amerikanische Ureinwohner, 1,95 % Asiaten, 0,03 % pazifische Insulaner, 10,96 % anderer Herkunft und 4,07 % Mischlinge. 21,87 % sind Latinos unterschiedlicher Abstammung.
Von den 6.402 Haushalten haben 36,1 % Kinder unter 18 Jahre. 35,0 % davon sind verheiratete, zusammenlebende Paare, 24,7 % sind alleinerziehende Mütter, 31,8 % sind keine Familien, 24,5 % bestehen aus Singlehaushalten und in 9,2 % Menschen sind älter als 65. Die Durchschnittshaushaltsgröße beträgt 2,90, die Durchschnittsfamiliengröße 3,44.
30,4 % der Bevölkerung sind unter 18 Jahre alt, 9,0 % zwischen 18 und 24, 30,2 % zwischen 25 und 44, 19,2 % zwischen 45 und 64, 11,2 % älter als 65. Das Durchschnittsalter beträgt 33 Jahre. Das Verhältnis Frauen zu Männer beträgt 100:88,5, für Menschen älter als 18 Jahre beträgt das Verhältnis 100:81,8.
Das jährliche Durchschnittseinkommen der Haushalte beträgt 36.913 USD, das Durchschnittseinkommen der Familien 40.016 USD. Männer haben ein Durchschnittseinkommen von 26.909 USD, Frauen 25.886 USD. Der Prokopfeinkommen der Stadt beträgt 17.668 USD. 15,8 % der Bevölkerung und 12,2 % der Familien leben unterhalb der Armutsgrenze, davon sind 21,2 % Kinder oder Jugendliche jünger als 18 Jahre und 13,5 % der Menschen sind älter als 65.